# 第八届澳门国际电影节
第8届澳门国际电影节（英語：8th Macau International Movie Festival）在2016年12月15日舉辦，於澳門永利酒店落幕。黑帮传奇电影《上海王》成為本届澳门电影节大贏家。

## 提名和得奖
| 最佳影片 - 《我的戰爭》 - 《讓我怎麼相信你》 - 《大唐玄奘》 - 《國酒》 - 《上海王》 - 《警察不好當》                                         | 最佳导演 - 胡雪樺《上海王》 - 陳果《謀殺似水年华》 - 彭順《我的戰爭》 - 林育贤《謊言西西里》 - 陳兵《我是處女座》 - 孟浩軍《警察不好當》                            |
| 最佳男主角 - 李雪健《老阿姨》 - 胡軍《上海王》 - 刘烨《我的戰爭》 - 安宰贤《我是處女座》 - 黄晓明《大唐玄奘》 - 李政宰《惊天大逆转》         | 最佳女主角 - 周冬雨《謊言西西里》 - 杨颖《謀殺似水年华》 - 舒淇《我最好朋友的婚禮》 - 唐嫣《大話西遊III》 - 安以轩《我是處女座》 - 王珞丹《我的戰爭》               |
| 最佳男配角 - 劉佩琦《上海王》 - 楊祐寧《我的戰爭》 - 阮經天《謊言西西里》 - 罗晉《大唐玄奘》 - 方中信《我是处女座》 - 王自健《你好，疯子！》 | 最佳女配角 - 爱新觉罗·启星《不朽的时光》 - 闫妮《讓我怎麼相信你》 - 宋茜《我最好朋友的婚禮》 - 莫文蔚《大話西遊III》 - 郭采潔《大話西遊III》 - 潘虹《謀殺似水年华》 |
| 最佳编剧 - 何瀾《孤獨花园》 - 鄒靜之《大唐玄奘》 - 刘恒《我的戰爭》 - 丁小洋《惊天大逆转》 - 陳华森《我是处女座》 - 刘鎮伟《大話西遊III》    | 最佳摄影 - 陸一帆《不朽的时光》 - 李晟齊《惊天大逆转》 - 孙明《我是处女座》 - 金榮号《謊言西西里》 - 陳伟年《我的戰爭》 - 林华全《謀殺似水年华》                    |
| 最佳新人 - 刘子千《孤獨花园》 - 陳沛鈺《谁偷了我的宝貝》 - 宋佳洋《我是处女座》                                                              | 最佳原创电影音乐 - 《上海王》 |
| 最佳原创电影歌曲 - 花开魔都《上海王》 | 优秀制片人 - 《孤獨花园》 - 《我是处女座》 |
| 最佳纪录片奖 - 《童年画语》 | 最佳新人导演 - 梁小凉《让我怎么相信你》 - 陈飞宏《我最好朋友的婚礼》                                                                                                |
| 优秀影片大奖 - 《国酒》 - 《警察不好当》 | |